# Typha albida
Typha albida är en kaveldunsväxtart som beskrevs av Harald Harold Udo von Riedl. Typha albida ingår i släktet kaveldun, och familjen kaveldunsväxter. Inga underarter finns listade i Catalogue of Life.